# Bisymmetrische Matrix

Symmetriemuster einer bisymmetrischen (5×5)-Matrix

Eine bisymmetrische Matrix oder doppelt symmetrische Matrix ist in der Mathematik eine quadratische Matrix, die sowohl bezüglich ihrer Hauptdiagonale, als auch bezüglich ihrer Gegendiagonale symmetrisch ist.

## Definition
Eine quadratische Matrix {\displaystyle A\in K^{n\times n}} über einem Körper {\displaystyle K} heißt bisymmetrisch, wenn für ihre Einträge
{\displaystyle a_{i,j}=a_{j,i}}   und   {\displaystyle a_{i,j}=a_{n-j+1,n-i+1}}
für {\displaystyle i,j=1,\ldots ,n} gilt. Die Einträge einer bisymmetrischen Matrix verändern sich demnach nicht, wenn sie an der Hauptdiagonale oder an der Gegendiagonale gespiegelt werden.

## Beispiele
Bisymmetrische Matrizen der Größe {\displaystyle 3\times 3} haben die allgemeine Form
{\displaystyle A={\begin{pmatrix}a&b&c\\b&d&b\\c&b&a\end{pmatrix}}}
und diejenigen der Größe {\displaystyle 4\times 4} die Form
{\displaystyle A={\begin{pmatrix}a&b&c&d\\b&e&f&c\\c&f&e&b\\d&c&b&a\end{pmatrix}}}
mit {\displaystyle a,b,c,d,e,f\in K}.

## Eigenschaften

### Symmetrien
Eine bisymmetrische Matrix ist sowohl symmetrisch, als auch persymmetrisch und damit auch zentralsymmetrisch. Umgekehrt ist eine zentralsymmetrische Matrix, die zudem symmetrisch oder persymmetrisch ist, bisymmetrisch. Mit der Permutationsmatrix {\displaystyle J\in K^{n\times n}} definiert durch
{\displaystyle J=(\delta _{i,n-j+1})_{ij}={\begin{pmatrix}0&&1\\&\cdot ^{\,\cdot ^{\,\cdot }}&\\1&&0\end{pmatrix}}}
lassen sich bisymmetrische Matrizen auch kompakt durch die beiden Bedingungen
{\displaystyle A=A^{T}}   und   {\displaystyle JA=AJ}
charakterisieren. Eine reelle symmetrische Matrix ist genau dann bisymmetrisch, wenn sich ihre Eigenwerte nach Multiplikation mit der Matrix {\displaystyle J} von links oder rechts höchstens bezüglich des Vorzeichens unterscheiden.

### Summe und Produkt
Die Summe {\displaystyle A+B} zweier bisymmetrischer Matrizen {\displaystyle A} und {\displaystyle B} ergibt wieder eine bisymmetrische Matrix, ebenso sind auch skalare Vielfache {\displaystyle cA} mit {\displaystyle c\in K}. Nachdem die Nullmatrix trivialerweise bisymmetrisch ist, bilden die bisymmetrischen Matrizen einen Untervektorraum im Matrizenraum {\displaystyle K^{n\times n}}.
Das Produkt {\displaystyle A\cdot B} zweier bisymmetrischer Matrizen ergibt genau dann wieder eine bisymmetrische Matrix, wenn die beiden Matrizen {\displaystyle A} und {\displaystyle B} kommutieren.

### Inverse
Für Inverse {\displaystyle A^{-1}} einer bisymmetrischen Matrix gilt, sofern sie existiert
{\displaystyle A^{-1}=(A^{T})^{-1}=(A^{-1})^{T}}   und   {\displaystyle JA^{-1}=(AJ)^{-1}=(JA)^{-1}=A^{-1}J}.
Die Inverse einer regulären bisymmetrischen Matrix ist demnach wieder bisymmetrisch.